# 全国小学生ハンドボール大会
全国小学生ハンドボール大会（ぜんこくしょうがくせいハンドボールたいかい）は、日本ハンドボール協会主催で毎年8月初め頃に京都府内で開催される小学生のハンドボール大会。

## 概要
第1回は1988年に開催。
当初は複数の自治体にまたがって開催されていたが、第12回（1999年）からは京田辺市（旧田辺町）単独での開催に移行し、京田辺市田辺中央体育館、同志社大学京田辺キャンパス体育館、京都府立田辺高等学校体育館の3箇所で行われている。2020年は中止。
小学4年生から6年生が対象。大会は男女それぞれ各都道府県ごとに1チーム選出してブロック予選を勝ち抜いたチームが出場。グループリーグ方式の予選リーグと決勝トーナメントで争う。3位決定戦もあり。

## 歴代優勝
| 回 | 年   | 男子優勝                                  | 女子優勝                                      |
| -- | ---- | ----------------------------------------- | --------------------------------------------- |
| 1  | 1988 | 三角東小学校 (熊本県)                     | 三佐ハンドボールクラブ (大分県)               |
| 2  | 1989 | 宮城小学校 (沖縄県)                       | 明野西ハンドボールクラブ (大分県)             |
| 3  | 1990 | 宮城小学校 (沖縄県)                       | 網津小学校ハンドボール部 (熊本県)             |
| 4  | 1991 | 沢岻クラブ (沖縄県)                       | 宮城小学校 (沖縄県)                           |
| 5  | 1992 | 田辺東小学校 (京都府)                     | 明野北ハンドボール少年団 (大分県)             |
| 6  | 1993 | 当山小学校ハンドボールクラブ (沖縄県)     | 三佐ハンドボールクラブ (大分県)               |
| 7  | 1994 | 当山小学校ハンドボールクラブ (沖縄県)     | 花園ハンドボールクラブ (熊本県)               |
| 8  | 1995 | 明野北ハンドボールクラブ (大分県)         | 舞鶴ハンドボールスポーツ少年団 (大分県)       |
| 9  | 1996 | 明野北ハンドボールクラブ (大分県)         | 明野西ハンドボールクラブ (大分県)             |
| 10 | 1997 | 窪スポーツ少年団 (富山県)                 | 明野西小学校ハンドボールクラブ (大分県)       |
| 11 | 1998 | スポーツ少年団守谷クラブ (茨城県)         | 日岡ハンドボールスポーツ少年団 (大分県)       |
| 12 | 1999 | 当山小学校 (沖縄県)                       | 高田ハンドボールスポーツ少年団 (大分県)       |
| 13 | 2000 | 神森小学校ハンドボールクラブ (沖縄県)     | 三佐ハンドボールクラブスポーツ少年団 (大分県) |
| 14 | 2001 | 玉名町小学校 (熊本県)                     | 神森小学校ハンドボールクラブ (沖縄県)         |
| 15 | 2002 | 玉名町小学校 (熊本県)                     | 神森小学校ハンドボールクラブ (沖縄県)         |
| 16 | 2003 | 神森小学校ハンドボールクラブ (沖縄県)     | 神森小学校ハンドボールクラブ (沖縄県)         |
| 17 | 2004 | 神森小学校ハンドボールクラブ (沖縄県)     | 神森小学校ハンドボールクラブ (沖縄県)         |
| 18 | 2005 | 中央小学校ハンドボール部 (熊本県)         | 松井ヶ丘小学校ハンド (京都府)                 |
| 19 | 2006 | 玉名町小学校 (熊本県)                     | 上庄ハンドボールクラブ (富山県)               |
| 20 | 2007 | 下郡ハンドボールスポーツ少年団 (大分県)   | 窪スポーツ少年団ハンドボール部 (富山県)       |
| 21 | 2008 | 安居ブルーサンダースポーツ少年団 (福井県) | 仏生寺スポーツ少年団 (富山県)                 |
| 22 | 2009 | 下郡ハンドボールポーツ少年団 (大分県)     | 仏生寺スポーツ少年団 (富山県)                 |
| 23 | 2010 | スポーツ少年団守谷クラブ (茨城県)         | 東海ハンドボールスクール (愛知県)             |
| 24 | 2011 | 田辺東小学校ハンドボールチーム (京都府)   | 浦城ハンドボールチーム (沖縄県)               |
| 25 | 2012 | 下郡ハンドボールスポーツ少年団 (大分県)   | 北陸電力ジュニアブルーロケッツ (福井県)       |
| 26 | 2013 | 東海ハンドボールスクール (愛知県)         | 玉名町小学校 (熊本県)                         |
| 27 | 2014 | 東海ハンドボールスクール (愛知県)         | 神森小学校ハンドボールスクール (沖縄県)       |
| 28 | 2015 | 神森小学校ハンドボールスクール (沖縄県)   | 三郷ハンドボールクラブ (埼玉県)               |
| 29 | 2016 | 北陸電力ジュニアブルーロケッツ (福井県)   | 浦城小学校ハンドボールクラブ (沖縄県)         |
| 30 | 2017 | 桃園ハンドボールクラブ (京都府)           | 十三ジュニアハンドボールクラブ (富山県)       |
| 31 | 2018 | 薪小学校ハンドボールクラブ (京都府)       | 浦城小学校ハンドボールクラブ (沖縄県)         |
| 32 | 2019 | 桃園ハンドボールクラブ (京都府)           | 薪小学校ハンドボールクラブ (京都府)           |
| 34 | 2021 | 豊里ハンドボールクラブ (茨城県)           | ハンドボールクラブ市川 (千葉県)               |
| 35 | 2022 | 松井ヶ丘ハンドボールクラブ (京都府)       | T-SQUARE京都 (京都府)                         |
| 36 | 2023 | T-SQUARE京都 (京都府)                     | 富岡ラビッツ                                  |